# جاده ۹۱ (ایران)
جاده ۹۱، جاده‌ای است که از شرق تا جنوب شرقی ایران کشیده شده‌ است. این جاده از تقاطع جاده ۹۵(جاده مشهد-چابهار ) از شهر فیض آباد آغاز و به بندرجاسک و ساحل دریای عمان منتهی می‌گردد. طول این جاده ۱۴۲۰ کیلومتر است که طویلترین بزرگراه ایران است. مهم‌ترین شهرهای واقع در مسیر این جاده، فردوس،راور، کرمان، جیرفت، کهنوج و میناب هستند.
بیشتر مسافت این جاده در کویر و دشت و بیابان است. اما با این وجود، در قسمت‌هایی از این جاده که از کوهستان‌های جبالبارز کرمان عبور می‌کند، زیباترین و بکرترین مناظر جاده‌ای ایران را می‌توان به تماشا نشست.